# Camponotus cameranoi
Camponotus cameranoi es una especie de hormiga del género Camponotus, tribu Camponotini. Fue descrita científicamente por Emery en 1894.
Se distribuye por Argentina, Brasil, Paraguay y Perú. Se ha encontrado a elevaciones de hasta 260 metros. Vive en microhábitats como pastizales.